# Трон (филм)
Вижте пояснителната страница за други значения на Трон.
„Трон“ (на английски: Tron) е научнофантастичен филм от 1982 година, един от първите филми използващи компютърна анимация. През 2010 година излиза продължение на филма, озаглавено „Трон: Заветът“.

## Сюжет
Във филма се разказва за компания, която процъфтява. Д-р Ед Дилинджър е откраднал играта Space Paranoids от Кевин Флин и така става президент на Енком. Един ден Кевин влиза в компютрите на Енком и бива прикачен в дигитален свят на име Мрежата. Там той открива Трон и двамата заедно се борят срещу Главен Контрол – зла програма, лидер на Мрежата и поробила всички вярващи в потребителите. Накрая Кевин побеждава Главен Контрол и издава документ, който уличава Ед Дилинджър в присвояване на играта Space Paranoids. С това Кевин Флин става президент на Енком.